# Gentianella canosoi
Gentianella canosoi är en gentianaväxtart som beskrevs av Guy L. Nesom och B.L. Turner. Gentianella canosoi ingår i släktet gentianellor, och familjen gentianaväxter. Inga underarter finns listade i Catalogue of Life.